# تندو آدم خان، پاکستان
تندو آدم خان (به اردو: ٹنڈو آدم خان) شهری در استان سند کشور پاکستان است که در سرشماری سال ۲۰۰۶ میلادی، ۱۲۸٫۸۱۲ نفر جمعیت داشته است.